# Omeiite
L'omeiite è un minerale appartenente al gruppo della löllingite.